# Ritratto di Guidobaldo da Montefeltro
Il Ritratto di Guidobaldo da Montefeltro, terzo duca di Urbino, è un dipinto a olio su tavola (69x52 cm) attribuito a Raffaello Sanzio, databile al 1506 e conservato nella Galleria degli Uffizi di Firenze.

## Storia
Il dipinto, che doveva far parte delle raccolte ducali dei Montefeltro, giunse probabilmente a Firenze nel 1631 come parte della dote di Vittoria della Rovere. La prima menzione pressoché sicura si trova infatti in un inventario del 1623 delle raccolte d'arte conservate nel palazzo Ducale di Pesaro, dove è descritto "Quadri uno mezzano in tavola d'un ritratto del duca Guido sbarbato con zazzera et berretta in testa prete... disse di mano di Raffaello". Ed è probabilmente citato in una lettera di Pietro Bembo al cardinal Bibbiena del 19 aprile 1516, anche se le parole Duca nostro potrebbero forse riferirsi a Giuliano de' Medici.
L'opera è oggi esposta a fianco di un Ritratto di Elisabetta Gonzaga, col quale forma un sorta di pendant, ed analogamente a questo ha subito alterne vicende attribuitive, venendo assegnata a Francesco Francia (Brizio, Salvini) e anche a Cesare Tamaroccio (Filippini), prima che la critica si attestasse sul nome di Raffaello (Durand-Gréville nel 1905, seguito da Gronau, Longhi, Volpe e Camesasca).

## Descrizione e stile
Il soggetto è ritratto a mezza figura e di fronte, sullo sfondo di una stanza con a destra una finestra aperta sul paesaggio. Porta una berretta nera con ampie falde girate in alto, e indossa una camicia pure nera con sopra una voluminosa casacca dello stesso colore impannata al rovescio da un tessuto ricamato in argento con piccoli motivi geometrici o floreali.
La posa arcaica, statica e un po' impacciata, è uno degli argomenti citati da quanti non hanno riconosciuto l'attribuzione all'Urbinate.